# Кондейша-а-Нова
Конде́йша-а-Но́ва (порт. Condeixa-a-Nova; [kõ'dɐiʃɐ ɐ 'nɔvɐ]) — посёлок городского типа в Португалии, центр одноимённого муниципалитета в составе округа Коимбра. Численность населения — 10 тыс. жителей (посёлок), 17,1 тыс. жителей (муниципалитет). Посёлок и муниципалитет входит в экономико-статистический регион Центр и субрегион Байшу-Мондегу. По старому административному делению входил в провинцию Бейра-Литорал. Находится в составе крупной городской агломерации Большая Коимбра.
Праздник посёлка — 24 июля.

## Расположение
Посёлок расположен в 12 км на юго-запад от адм. центра округа города Коимбра.
Муниципалитет граничит:
- на севере — муниципалитет Коимбра
- на востоке — муниципалитет Миранда-ду-Корву
- на юго-востоке — муниципалитет Пенела
- на юго-западе — муниципалитет Соре
- на северо-западе — муниципалитет Монтемор-у-Нову

## Население
| Население муниципалитета Кондейша-а-Нова (1801—2004) | Население муниципалитета Кондейша-а-Нова (1801—2004) | Население муниципалитета Кондейша-а-Нова (1801—2004) | Население муниципалитета Кондейша-а-Нова (1801—2004) | Население муниципалитета Кондейша-а-Нова (1801—2004) | Население муниципалитета Кондейша-а-Нова (1801—2004) | Население муниципалитета Кондейша-а-Нова (1801—2004) | Население муниципалитета Кондейша-а-Нова (1801—2004) | Население муниципалитета Кондейша-а-Нова (1801—2004) |
| ---------------------------------------------------- | ---------------------------------------------------- | ---------------------------------------------------- | ---------------------------------------------------- | ---------------------------------------------------- | ---------------------------------------------------- | ---------------------------------------------------- | ---------------------------------------------------- | ---------------------------------------------------- |
| 1849                                                 | 1900                                                 | 1930                                                 | 1960                                                 | 1981                                                 | 1991                                                 | 2001                                                 | 2004                                                 | 2006                                                 |
| 8733                                                 | 11 875                                               | 12 149                                               | 13 555                                               | 13 257                                               | 13 027                                               | 15 340                                               | 16 459                                               | 17 080                                               |

## История
Посёлок основан в 1514 году.

## Районы
В муниципалитет входят следующие районы:
1. Анобра
2. Белиде
3. Бен-да-Фе
4. Кондейша-а-Нова
5. Кондейша-а-Велья
6. Эга
7. Фурадору
8. Себал
9. Вила-Сека
10. Замбужал